# Annibale Lanzoni
Annibale Lanzoni (... – 1681) è stato un nobile italiano.

## Biografia
Discendente di un’illustre casata mantovana, le cui origini risalgono al medioevo, fu figlio di Giovanni Lodovico Lanzoni, il quale nel 1634, avendo già ricevuto il titolo di conte, fu insignito del marchesato da Carlo II di Gonzaga-Nevers, signore della città virgiliana.
Annibale fu nominato nel 1640 governatore della cittadella di Porto e nel 1653 capitano della guardia degli arcieri.
Sposato a Flavia di Canossa, sorella di Louis Canossa, morì nel 1681 senza avere figli maschi. L'unica figlia, Felicitas, era stata già barbaramente uccisa, ancora molto giovane, nel corso di una scorreria di armati al soldo di un nobile di Parma, il conte Suzzi, che intendeva vendicarsi per la presunta infedeltà della propria moglie, sospettata di averlo tradito proprio con il marito di Felicita, Andrea Paleotti.
Annibale amò in special modo la poesia, e divenne protettore dell’"Accademia degli Imperfetti" in Mantova.
Lasciò molti testi, fra cui ricordiamo i drammi per musica Oronte, Artabano, Almadoro, Ariamene; il divertimento pastorale Gli amori infelici felici, l’altro dramma per musica, L’Armida, la tragedia La Medusa, oltre a diversi sonetti. L'Artabano fu musicato da Andrea Mattioli e rappresentato nel 1662 nel Teatro di Castello.
Oggi nel Palazzo Ducale di Mantova è conservato un quadro a lui appartenuto, opera di Daniel van den Dyck, raffigurante lo Sposalizio della Vergine.